# Frasnes-lez-Anvaing
Frasnes-lez-Anvaing är en kommun i Belgien.   Den ligger i provinsen Hainaut och regionen Vallonien, i den västra delen av landet, 60 km väster om huvudstaden Bryssel. Antalet invånare är 11 333.
Trakten runt Frasnes-lez-Anvaing består till största delen av jordbruksmark. Runt Frasnes-lez-Anvaing är det ganska tätbefolkat, med 129 invånare per kvadratkilometer.